# Замок Кох
Замок Кох (валл. Castell Coch, досл. «Красный замок») — неоготический замок XIX века, расположенный в деревне Тонгуинлайс, Южный Уэльс, Великобритания. Окружающие замок буковые леса охраняются как участок особого научного значения, поскольку там растут редкие виды растений и ценен с геологической точки зрения. Замок является памятником архитектуры первой категории и управляется Cadw. Популярная туристическая достопримечательность.

## История
Первый замок на этом месте был построен норманнами после 1081 года для защиты недавно завоеванного города Кардифф и охраны дороги вдоль ущелья Таф. Заброшенный вскоре после возведения земляной мотт замка был повторно использован Гилбертом де Клером как основа для нового каменного укрепления. Он построил замок между 1267 и 1277 годами, чтобы контролировать свои недавно присоединённые валлийские земли. Вероятно, он был разрушен во время восстания валлийцев в 1314 году. В 1760 году Джон Стюарт, 3-й граф Бьют, получил руины замка по брачному договору, который кроме того принёс семье обширные поместья в Южном Уэльсе.

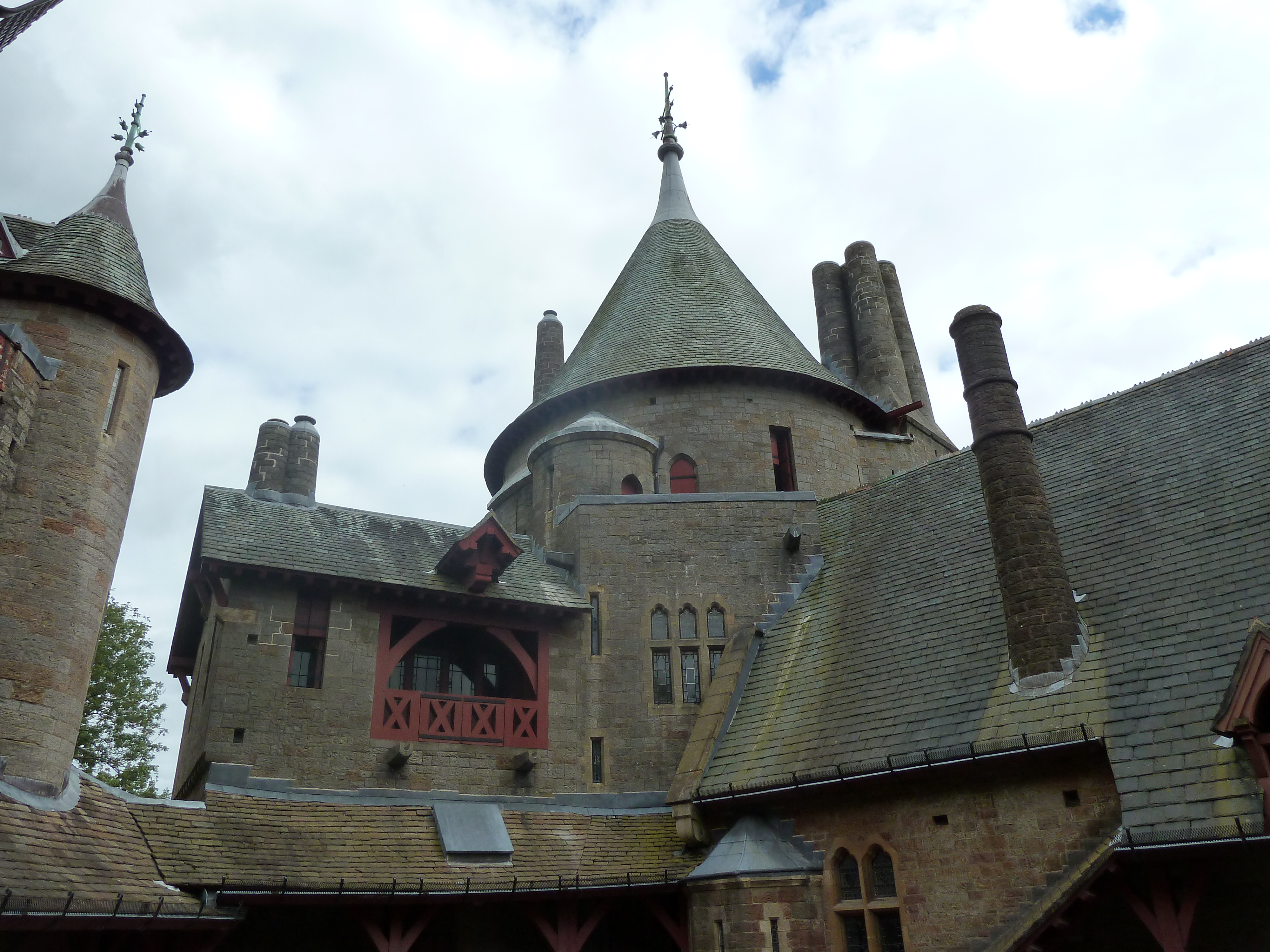
Конические крыши башен, увенчанные замысловатыми флюгерами и дымоходами.

Джон Крайтон-Стюарт, 3-й маркиз Бьют, унаследовал замок в 1848 году. Будучи одним из самых богатых людей Великобритании, к тому же увлечённым архитектурой и антиквариатом, маркиз Бьют нанял архитектора Уильяма Бёрджеса для превращение замка «в загородную резиденцию для проживания в летний период» с использованием средневековых руин как основу. Бёрджес перестроил замок между 1875 и 1879 годами, а затем перешёл к внутренней отделке; он умер в 1881 году, и работа была завершена коллегами архитектора в 1891 году. Бьют вернул коммерческое виноградарство в страну, устроив виноградник прямо перед замком; производство вина продолжалось до Первой мировой войны. Несмотря на это, маркиз проводил мало времени в своих новых владениях, и в 1950 году его внук, 5-й маркиз Бьют, передал собственность государству. Сейчас замок находится в ведении валлийского агентства по охране культурного наследия Cadw.

## Архитектура

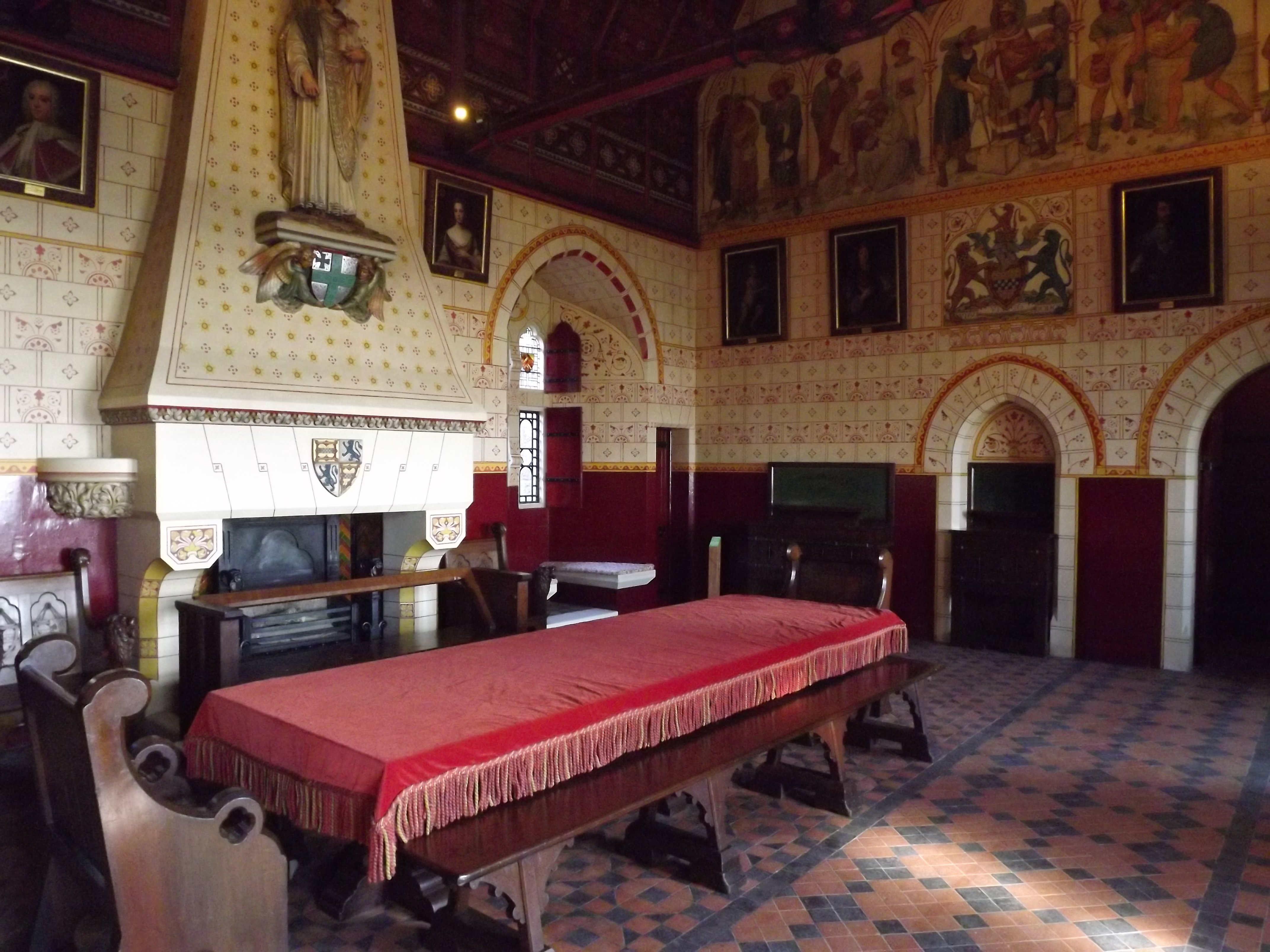
Банкетный зал

Историк Дэвид Маклис назвал экстерьер замка Кох и его викторианские интерьеры «одним из величайших викторианских триумфов архитектурной композиции». Экстерьер, основанный на исследованиях антиквара XIX века Джорджа Кларка, относительно аутентичен. Тем не менее, в погоне за эффектным силуэтом, Бёрджес спроектировал три каменные башни более близкими по дизайну к континентальным европейским замкам, таким как Шильон, чем к местным британским укреплениям.
Интерьер был тщательно продуман и содержит сделанную на заказ мебель и фурнитуру; в дизайне широко представлены элементы, вдохновлённые классической мифологией и легендарной тематикой. Историк архитектуры Джозеф Мордаунт Крук писал, что замок представляет собой «почёрпнутый из книг мир грёз великого заказчика и его любимого архитектора, воссоздающего из груды обломков сказочный замок, который, кажется, почти материализовался на полях средневекового манускрипта».